# Глобочець
46°01′ пн. ш. 16°09′ сх. д. / 46.01° пн. ш. 16.15° сх. д.
Глобочець (хорв. Globočec) — населений пункт у Хорватії, у Крапинсько-Загорській жупанії у складі громади Марія-Бистриця.

## Населення
Населення за даними перепису 2011 року становило 525 осіб.
Динаміка чисельності населення поселення:

## Клімат
Середня річна температура становить 9,72 °C, середня максимальна – 23,16 °C, а середня мінімальна – -5,78 °C. Середня річна кількість опадів – 975 мм.
| Клімат поселення                              | Клімат поселення | Клімат поселення | Клімат поселення | Клімат поселення | Клімат поселення | Клімат поселення | Клімат поселення | Клімат поселення | Клімат поселення | Клімат поселення | Клімат поселення | Клімат поселення | Клімат поселення |
| Показник                                      | Січ.             | Лют.             | Бер.             | Квіт.            | Трав.            | Черв.            | Лип.             | Серп.            | Вер.             | Жовт.            | Лист.            | Груд.            |                  |
| Середній максимум, °C                         | 5,56             | 7,07             | 11,14            | 15,14            | 20,03            | 23,16            | 22,02            | 21,56            | 17,70            | 12,87            | 7,50             | 3,92             |                  |
| Середня температура, °C                       | −0,11            | 1,40             | 5,48             | 9,46             | 14,35            | 17,50            | 19,21            | 18,73            | 14,88            | 10,04            | 4,68             | 1,11             |                  |
| Середній мінімум, °C                          | −5,78            | −4,27            | −0,2             | 3,79             | 8,67             | 11,82            | 16,37            | 15,90            | 12,06            | 7,22             | 1,86             | −1,72            |                  |
| Норма опадів, мм                              | 51               | 52               | 66               | 75               | 85               | 109              | 93               | 96               | 92               | 92               | 93               | 71               |                  |
| Середньомісячна швидкість вітру, м/с          | 2.01             | 2.17             | 2.52             | 2.46             | 2.32             | 2.04             | 1.99             | 1.86             | 1.88             | 1.99             | 2.09             | 2.08             |                  |
| Середньомісячна сонячна радіація, кДж/м²·день | 4178             | 6926             | 10520            | 14817            | 18835            | 20665            | 21554            | 18812            | 14024            | 8764             | 4637             | 3369             |                  |
| --------------------------------------------- | ---------------- | ---------------- | ---------------- | ---------------- | ---------------- | ---------------- | ---------------- | ---------------- | ---------------- | ---------------- | ---------------- | ---------------- | ---------------- |
| Джерело:                                      |                  |                  |                  |                  |                  |                  |                  |                  |                  |                  |                  |                  |                  |